# Матос, Грегориу де
Грегориу де Матус Герра (порт. Gregório de Matos Guerra; 23 декабря 1636, Салвадор — 26 ноября 1696, Ресифи) — бразильский поэт и писатель, представитель колониального бразильского барокко. Автор многих лирических и религиозных произведений. Наибольшую известность ему принесли сатирические стихи, за которые он получил прозвище «Уста Преисподней» (порт. Boca do Inferno).

## Биография
Грегориу де Матус Герра родился в бразильском городе Салвадор, штат Баия, в 1636 году в семье португальского дворянина Грегориу де Матуса и Марии да Герра. Учился в иезуитском колледже. С 1652 по 1661 год учился на юридическом факультете Коимбрского университета в Португалии. Во время учёбы он женился на Микаэлле де Андраде. Два года спустя был назначен судьёй в Алкасер-ду-Сале. В 1672 году он служил адвокатом. 
Овдовев, он вернулся в Баию в 1679 году. Во второй раз женился в 1691 году на Марии душ Повуш, вёл богемную жизнь. Недовольный, он критиковал всех и вся: церковь, правительство, людей всех категорий, от богатых и могущественных до самых нищих, не разделяя ни по расе, ни по профессии. 
Непочтительные и сатирические писания в конечном итоге довели его до беды, и Грегориу был сослан в Анголу в 1694 году. Там он смертельно заболел. Тяжело больному де Матусу удалось вернуться в Бразилию в следующем году, но ему были запрещены въезд в Баию и занятие поэзией. Последние месяцы прожил в Ресифи, где умер в 1696 году. За несколько минут до смерти он попросил двух католических священников прийти к нему и стоять по сторонам его тела, после чего, как утверждается, заметил, что «умирает между двумя разбойниками, подобно Иисусу Христу во время распятия».

## Произведения
Вследствие острой сатиричности сочинения Грегориу де Матуса не публиковались и не были широко известны до XIX века. Все изданные позже произведения найдены в частных дневниках и рукописях.
Бразильская академия литературы издала сборник его стихов в шести томах:
- Sacra (Священное — том 1, 1923)
- Lírica (Лирика — том 2, 1923)
- Graciosa (Изящное — том 3, 1930)
- Satírica (Сатирическое — тома 4—5, 1930)
- Última (Последняя — том 6, 1933)